# Villeneuvette
Villeneuvette é uma comuna francesa na região administrativa de Occitânia, no departamento de Hérault. Estende-se por uma área de 3,14 km². Em 2010 a comuna tinha 73 habitantes (densidade: 23,2 hab./km²).